# Baughan Motors
Baughan Motors war ein britischer Hersteller von Cyclecars und Motorrädern, der von 1920 bis 1936 aktiv war. Zwischen 1920 und 1921 war er in Harrow (Middlesex) ansässig und zog dann nach Stroud (Gloucestershire) um. Nach dem Ende der Motorradproduktion betätigte sich die Firma als Ingenieurgesellschaft und Hersteller von Kunststoffteilen.
Henry Baughan war Flugzeugingenieur und fuhr Motorrad-Geländerennen. 1920 stellte er sein erstes Cyclecar her. Es war ein vierrädriges Modell, das von einem wassergekühlten Blackburne-Einbaumotor oder einem luftgekühlten J.A.P.-V2-Motor mit 998 oder 1097 cm³ Hubraum angetrieben wurde. Die Motorkraft wurde über ein Sturmey-Archer-Dreiganggetriebe mit Rückwärtsgang und eine Kette an die Hinterräder weitergeleitet. Das Fahrgestell besaß einen Radstand von 2261 mm und die Räder waren mit viertelelliptischen Blattfedern versehen. Die leichten, offenen Aufbauten boten Platz für zwei Personen. Die Fertigung der Cyclecars scheint 1925 eingestellt worden zu sein, aber es wurden bis 1929 immer noch neue Autos angeboten. Wie viele Wagen insgesamt gefertigt wurden, ist nicht bekannt, aber mindestens eines hat bis heute überlebt.
Von 1930 bis 1936 entstanden eine Reihe von Motorrädern, die ebenfalls als Konfektionsware mit Motoren von Blackburne oder J.A.P. mit 250–500 cm³ Hubraum entstanden. Die Produktionszahlen sollen aber gering gewesen sein.